# Cheilolejeunea obtusa
Cheilolejeunea obtusa là một loài Rêu trong họ Lejeuneaceae. Loài này được (Herzog) Solari mô tả khoa học đầu tiên năm 1983.